# Хемус (издателство)
Вижте пояснителната страница за други значения на Хемус.
„Хемус“ е издателство в София, България, съществувало от 1991 г. до 2012 г. Дружеството е управлявано от проф. Вера Ганчева.

## История
Издателството е регистрирано през 1991 г. като дружество с ограничена отговорност „Издателство Хемус“ ООД. Търговското дружество е учредено от съдружниците: B. K. & Milde (Германия) – 23,52 %, Министерство на икономиката – 58,82%, Министерство на образованието и науката – 11,76 %; Министерство на културата – 5,88 %. Учредителният капитал на „Хемус“ е 170 000 лева.
Издателството е създадено с цел продължаване на издателската традиция на закритото издателство „Хемусъ“.
Юридическото лице е дерегистрирано по Закона за ДДС на 14 април 2005 г.. Прекратено е служебно, съгласно Преходните и заключителни разпоредби на Закона за търговския регистър, считано от 1 януари 2012 г.

## Дейност
За своето съществуване „Издателство Хемус“ публикува около 200 заглавия.